# Systologaster calceolata
Systologaster calceolata är en tvåvingeart som först beskrevs av Jacques-Marie-Frangile Bigot 1878.  Systologaster calceolata ingår i släktet Systologaster och familjen rovflugor. Inga underarter finns listade i Catalogue of Life.